# Aloysia densispicata
Aloysia densispicata là một loài thực vật có hoa trong họ Cỏ roi ngựa. Loài này được (K.Koch & C.D.Bouché) Moldenke mô tả khoa học đầu tiên năm 1965.